# Sant Genís de Casavells
L'església parroquial de Sant Genís de Casavells és un edifici romànic dins del nucli de Casavells, al municipi de Corçà, al Baix Empordà. És un monument protegit i inventariat dins el Patrimoni Arquitectònic Català.

## Descripció
És una església d'una nau i absis semicircular. Volta apuntada a la nau, arc triomfal de la mateixa forma i volta absidal ametllada. Finestres romàniques de doble esqueixada; restes de la porta primitiva a migdia, d'arc de mig punt.
Als afegitons i reformes postmedievals hi corresponen les capelles laterals, la sagristia i el cos superior o terrabastall. També són tardanes les obertures del frontis: porta barroca classicitzant amb frontó corbat i partit i fornícula i un òcul. A la porta hi figura l'any 1722. Al costat N del temple es dreça la petita torre-campanar romànica de pla quadrat i un pis d'obertures geminades. (fitxa pròpia)
L'aparell romànic és de carreus grans i ben escairats. Els murs dels sectors afegits són construïts amb pedres sense treballar, lligades amb carreus angulars.
El campanar de Sant Genís és un petit cloquer de torre de planta quadrada al costat septentrional de l'església. El pis superior té quatre obertures geminades i romàniquesque tenen arquets de mig punt, columnetes i capitells. Corona la torre una cornisa

## Història
L'església de Sancti Genesii de Canavells és una de les parròquies de la comarca que figuren com a possessió de la Canònica agustiniana d'Ullà, a l'acta de consagració de la seva església de Santa Maria de l'any 1182. És citada per primera vegada el 1071 i el 1182 fou sotmesa a la canònica de Santa Maria d'Ullà. El temple, dels segles XII-xiii, està compost d'una nau amb absis semicircular i amb un campanar de torre, d'uns 8 metres d'alçada, amb finestres geminades separades per una columneta cilíndrica amb capitell, datable entre els segles X o XI.